# Índice de Miller

Planos con diferentes índices de Miller en cristales cúbicos

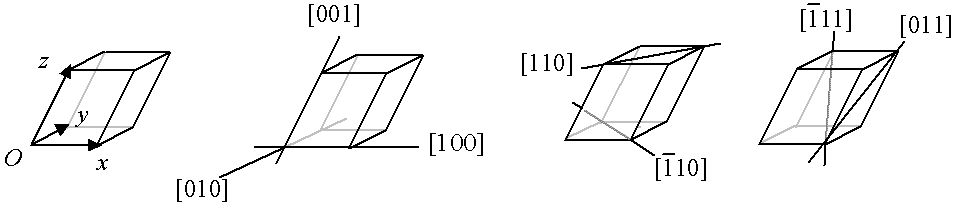
Ejemplos de direcciones

Los índices de Miller, en cristalografía , son un juego de tres números que permiten identificar unívocamente un sistema de planos cristalográficos.Los índices de un sistema de planos se indican genéricamente con las letras  (h k l).
Los índices de Miller son números enteros, negativos o positivos, y son primos entre sí. El signo negativo de un índice de Miller debe ser colocado sobre dicho número.
El índice de Miller fue presentado por primera vez por el mineralogista británico William Hallowes Miller en 1839. Existen además otras notaciones para los casos especiales de cristales con planos simétricos.

## Obtención de los índices de Miller
Los índices de Miller de un plano cristalográfico están definidos como los recíprocos de las intersecciones que el plano determina con los ejes (x, y, z) de nuestro sistema de ejes coordenados. Para obtener los índices de Miller de un plano primero determinamos la intersección de este con los ejes. Una vez obtenidos los números, se hallan sus inversos y los multiplicamos por el mínimo común múltiplo (A). Un plano queda así representado por la forma (h, k, l):
h = A/m;  k = A/n;  l = A/p
Se deduce que si un plano es paralelo a uno de los ejes, lo corta en el infinito, y su índice será cero. Si lo cortara en la parte negativa, el índice será negativo, lo cual se indicará con un guion sobre dicho índice. Si el plano pasa por el origen se desplazará a una posición equivalente en la celda.
En el caso de que se tengan planos de redes equivalentes, relacionadas por la simetría del sistema cristalino, se le llamara Familia de Planos y se encerraran entre llaves {h, k, l}.
Para determinar los índices de una dirección cristalográfica cualquiera, se traza por el origen una paralela a esta. Sobre ella se toma el nudo (A) arbitrario de coordenadas (x, y, z), tal que sea múltiplo de las aristas (a, b, c) del cubo:
x = r·a;   y = s·b;  z = t·c
Una vez obtenidas (r, s, t) se dividen por su máximo común divisor (D), con lo que resultan los números:
u = r/D;  v = s/D;  w = t/D
La recta queda así definida por sus índices entre corchetes [u, v, w].
Es importante la relación que existe solo en el sistema cúbico, en los que los índices de Miller de una dirección perpendicular a un plano son los mismos.
Para la Familia de Direcciones aquí se usa como notación < u v w >

## Casos especiales
El procedimiento de clasificación de los cristales se completa con los siguientes casos especiales para los cuales se debe tener en cuenta:
- Si el plano a indexar es paralelo a un eje coordenado, el punto de intersección se debe asumir en el infinito, que luego en los cálculos se interpretará cómo 0 (ver imágenes).

- Si el plano a indexar tiene una intersección en el lado negativo de los ejes, un signo menos se pone sobre el correspondiente número de índice. Así el plano que interseca los ejes  en los puntos (1 6 -2) tiene un índice de Miller (1 1/6 1/2).

- Cuando por la simetría del cristal, es imposible distinguir entre planos equivalentes (cómo el cristal de diamante, por ejemplo). El grupo de planos equivalentes se nota entre corchetes (ej. {1 0 0}).

- No se pueden establecer índices de Miller para planos que pasan por el origen de coordenadas. El origen de coordenadas deberá ser trasladado a un punto del cristal fuera del plano a indexar. Este procedimiento es aceptable por la naturaleza equivalente de los planos paralelos.